# Trampofoil
En Trampofoil er et let, muskeldrevet vandfartøj, som fungerer efter hydrofoilprincippet. Fartøjet holder sig svævende på en centralt placeret vinge, når den rette hastighed er opnået. En yderligere vinge i fronten sørger for, at fartøjets højde i vandet holdes konstant. Fartøjet drives frem ved personens hoppende bevægelser på et trinbræt. 
Starten kan kun foregå fra en strandbred; en bådebro eller en større båd. Hvis fartøjet mister hastighed, vil det synke. En genstart i vandet er aldrig lykkedes. Den svenske og den tyske marine viste deres interesse for apparatet, men netop problemet med at starte gjorde, at det blev forkastet til militært brug.
Oprindelig blev fartøjet udviklet og produceret i Sverige, men markedsføringen var ikke kronet med held. En producent i USA har genoptaget produktionen af et videreudviklet fartøj under navnet Aquaskipper.